# Hotel Continental (1963)

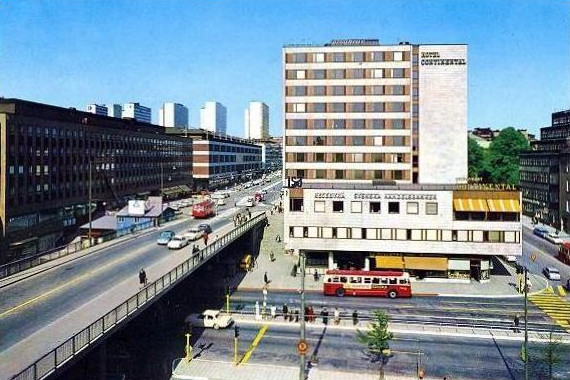
Hotellet omkring 1965.

Hotel Continental var ett hotell vid Vasagatan i Stockholm mittemot Centralstationens entré. Hotellet stängde den 21 december 2012, revs 2013 och på samma plats byggdes därefter ett nytt Hotel Continental.

## Historia

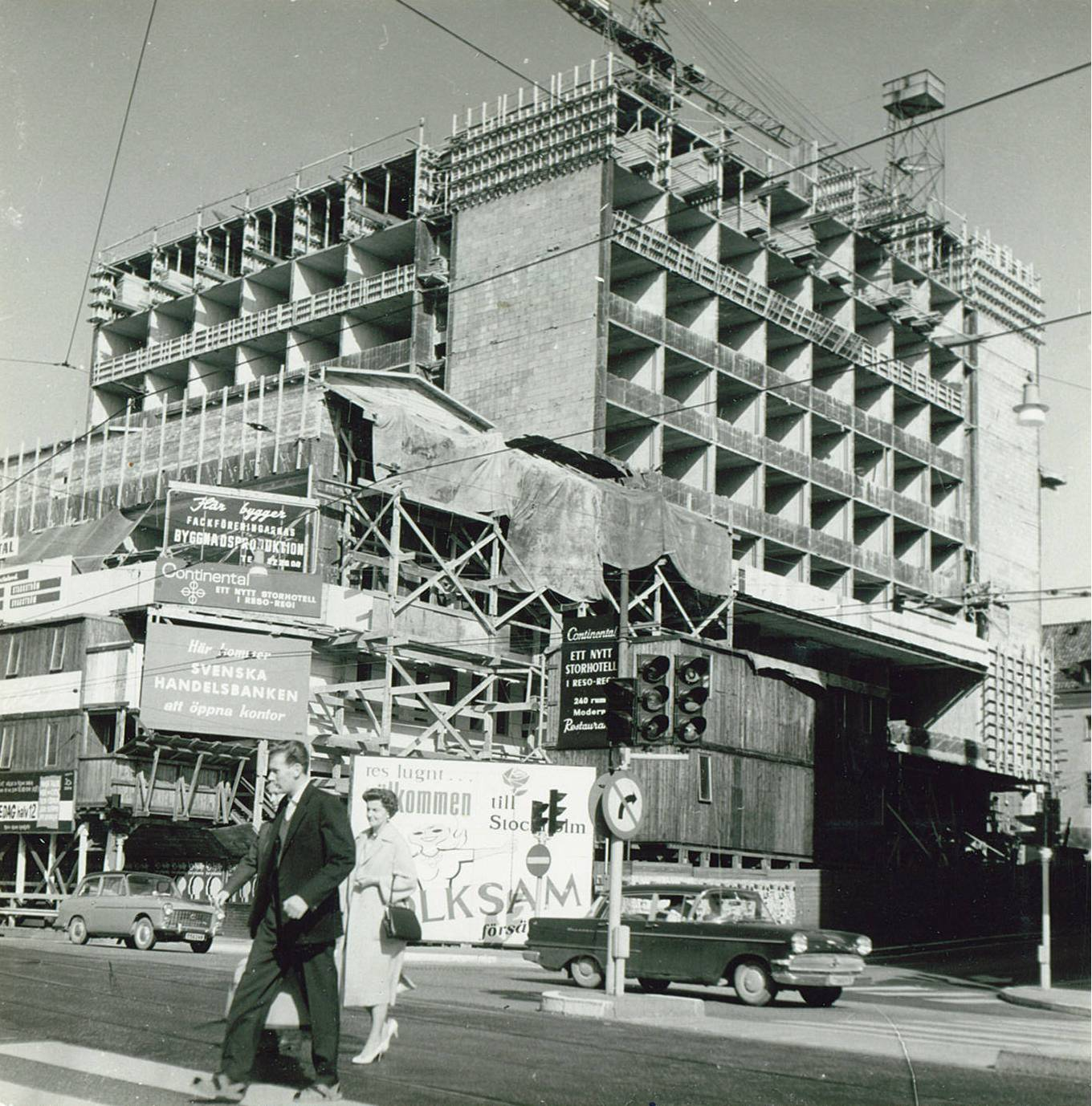
Nya Hotel Continental under uppförande 17 september 1961.

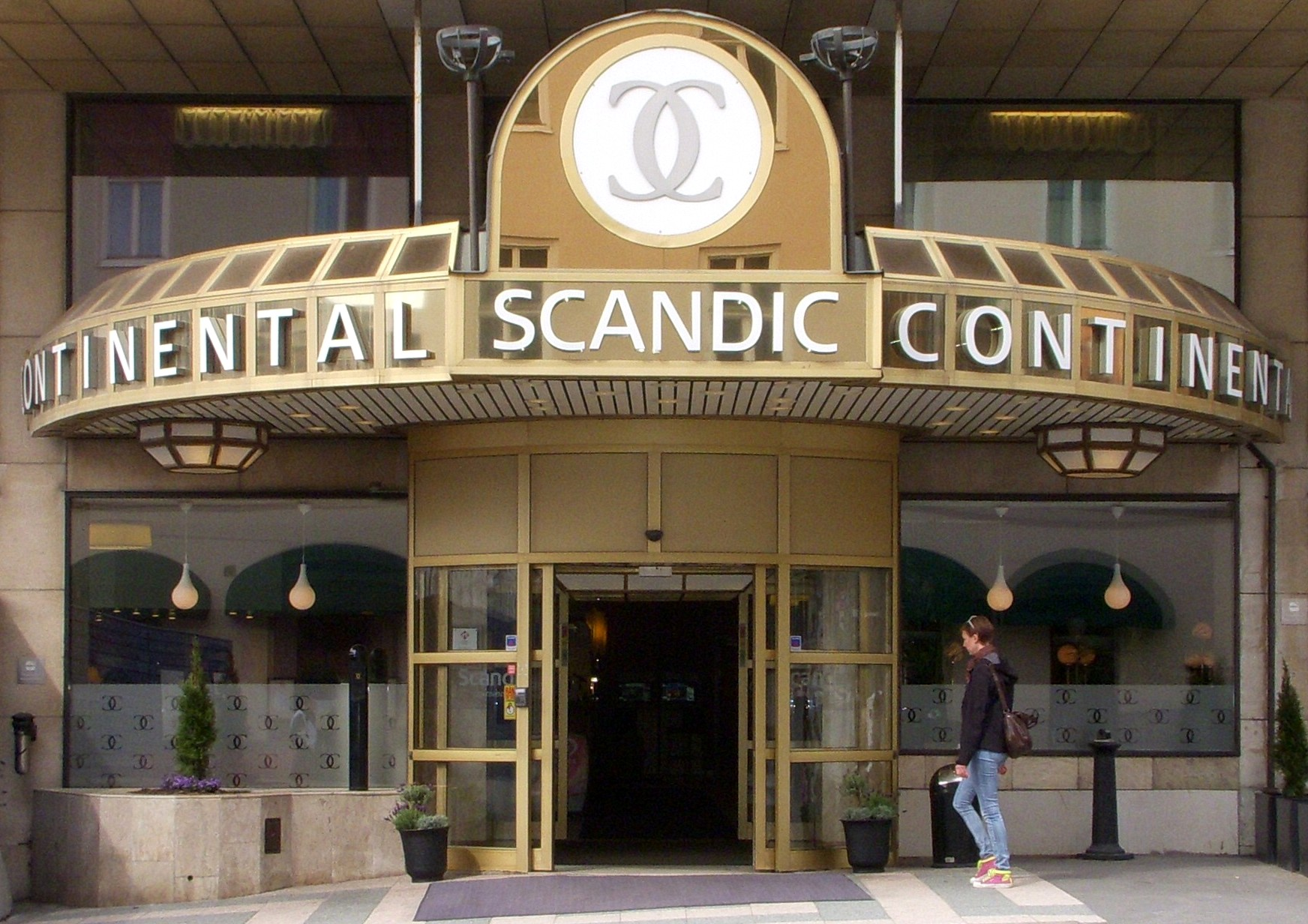
Huvudentrén från Klara vattugränd, april 2012.

I samband med Norrmalmsregleringen och tunnelbanans utbyggnad revs 1958 den äldre byggnaden, Kirsteinska huset från 1700-talet, som tidigare även hade varit Hotel W6 och Hotel Continental. Det senares hotellverksamhet upphörde 1951. Bland intressenter som ville uppföra ett nytt hotell på platsen fanns Statens Järnvägar (SJ), SAS och Hilton, men det blev Folksam som kom att stå som byggherre och ägare och för hotellbyggnaden medan driften lades ut på Reso. Hotellet uppfördes under åren 1960 till 1963 efter ritningar av arkitektfirman Hjalmar Klemming / Erik Thelaus och inreddes av Carl-Axel Acking. Hotel Continental var ett av de första moderna hotellen som byggdes under Norrmalmsregleringen.

## Byggnaden
Byggnadskroppen utgjordes huvudsakligen av en kubisk volym i åtta våningar som stod på en bredare tvåvåningslågdel med takterrass. Denna kubiska form var en föreskrift i stadsplanen från 1959. Erik Thelaus gillade inte tanken med ett kubiskt hus, eftersom en stor mörk kärna skulle uppstå mitt i byggnaden, men stadsarkitekten Torsten Westman tyckte att det var för sent att ändra stadsplanen. Thelaus löste sedermera problemet genom att lägga 30 fönsterlösa "sovhytter", inredda som järnvägens sovvagnar, i den mörka kärnan. Dessa rum blev mycket populära eftersom de var hälften så dyra som de övriga med fönster.
Byggnadens fasader kläddes med vit blästrad ekebergsmarmor där fönsterraderna avtecknade sig som band med detaljer i brun eloxerad mässing. Yttertaket täcktes med kopparplåt. Byggnaden hade en takfotshöjd om ca +39,5 meter och hade inklusive den indragna teknikvåningen en totalhöjd om ca +43,0 meter över stadens nollplan. Byggnaden som invigdes den 8 november 1962 inrymde 268 hotellrum samt konferens- och restaurantlokaler om totalt ca 12 000 m². Förutom hotellet så fanns i byggnaden även en Konsumbutik, SJ:s resebyrå, en Handelsbanksfilial samt ett servicekontor för Folksam.
I mitten av 1980-talet var hotellet nedslitet; både hälsovårdsnämnden och Yrkesinspektionen hade anmärkningar. Hotelledningen beslöt att låta genomföra en omfattande upprustning och modernisering med Rolf Löfvenberg som ansvarig arkitekt. År 1988 började renoveringen med att bygga ny reception, ny lobbybar och helt ny hotellentré med skärmtak mot Klara vattugränd. 1989/1990 revs och nyinreddes två hela våningsplan och en ny restaurang invigdes 1992. Även hotellrummen byggdes om och fick ny inredning. I samband med det totalrenoverades 220 badrum. En tillbyggnad mot Vasagatan innehållande 80 nya rum fullbordades dock aldrig.
Byggnaden blev sedermera gulklassad i den klassificering som utfärdas av Stockholms stadsmuseum. Gulklassning innebär att en byggnad har "positiv betydelse för stadsbilden och är av visst kulturhistoriskt värde".

## Beatles på Hotel Continental
Under The Beatles gästspel i Stockholm 1963 bodde gruppen på Hotel Continental.  Sverigebesöket varade mellan den 23 och 31 oktober 1963 och under sitt gästspel i andra svenska städer hade de rum stående på hotellet.

## Interiörbilder
Bilderna är tagna den 7 december 2012, kort innan hotellets stängning.

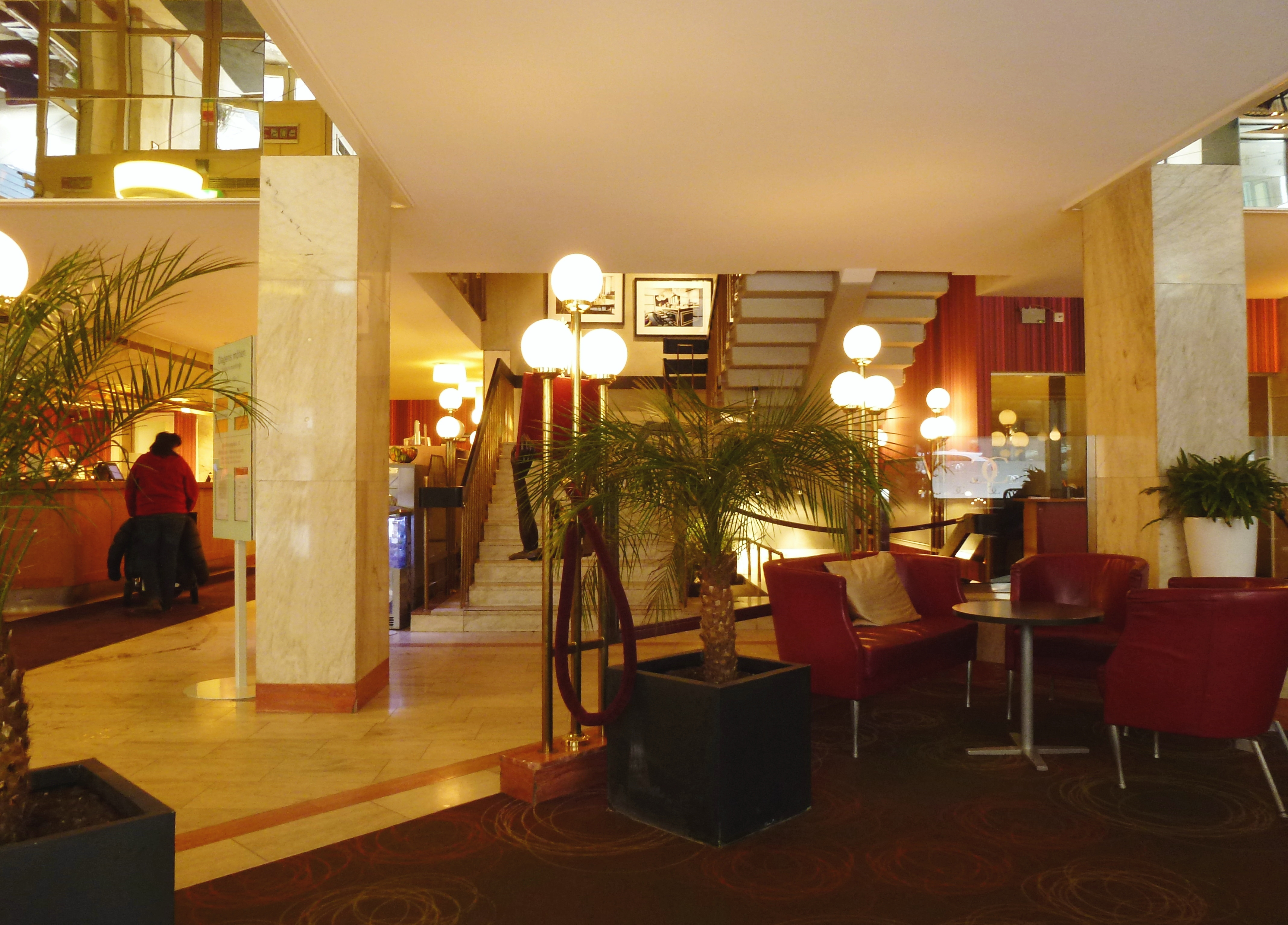
Receptionen
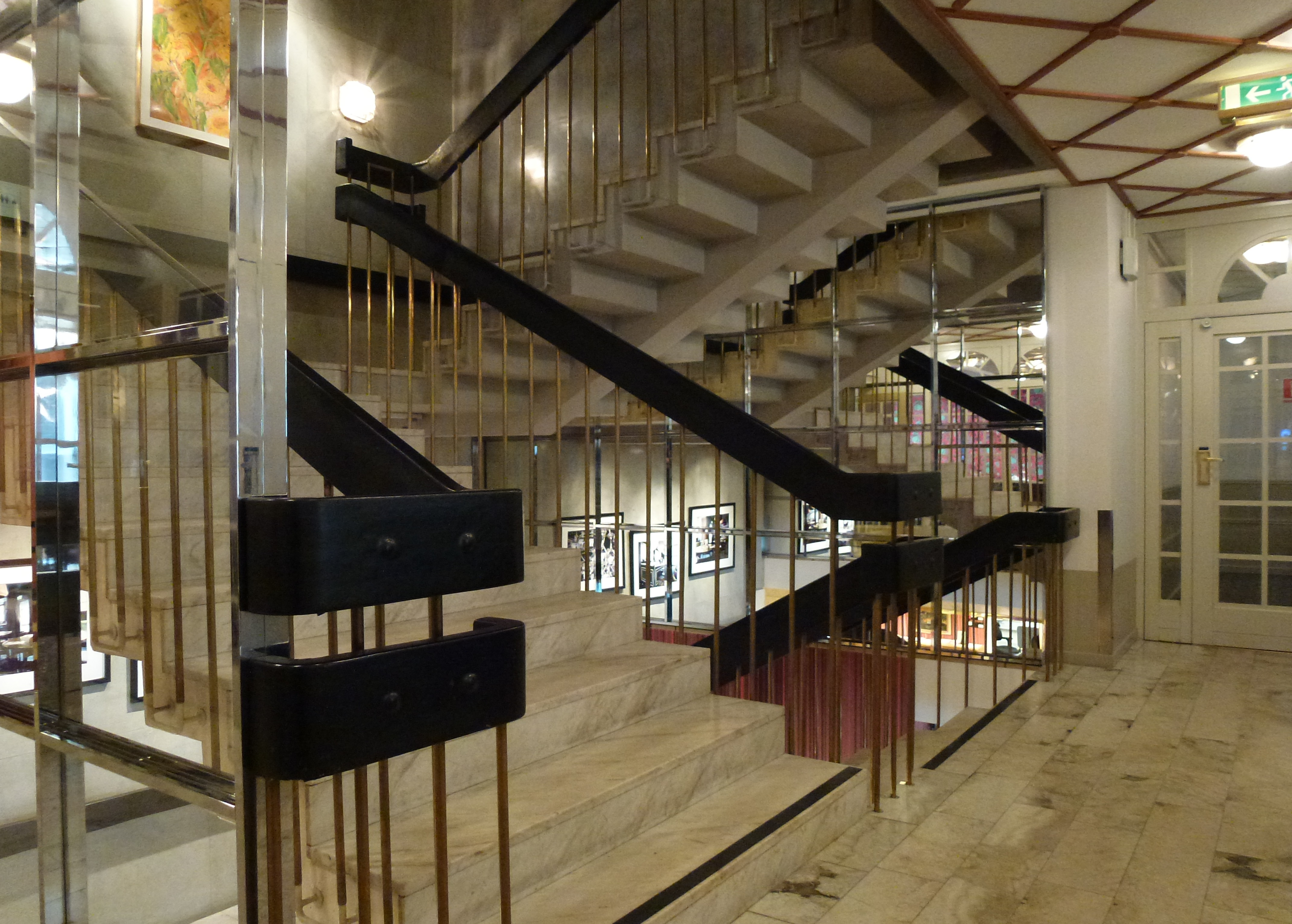
Huvudtrappan
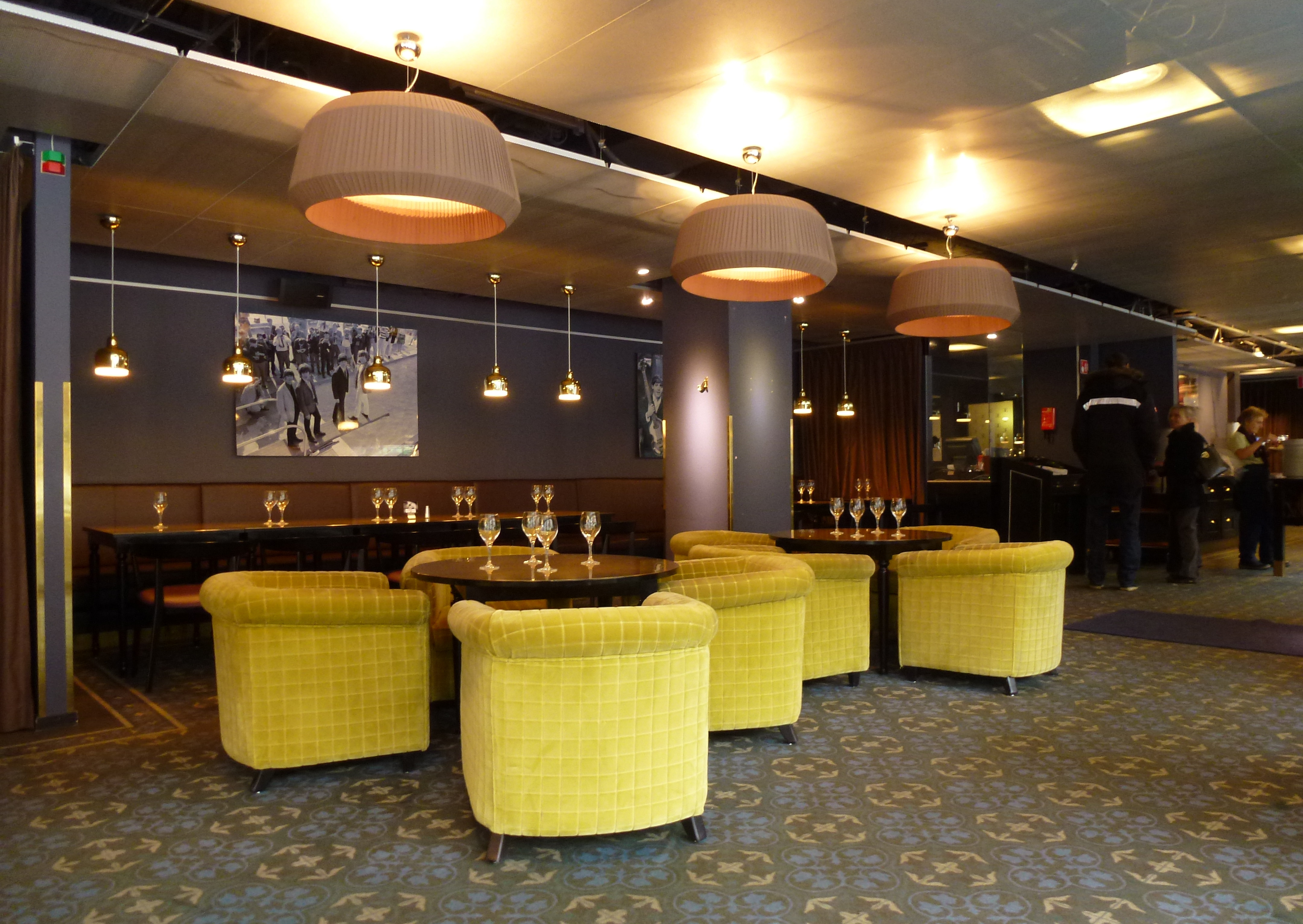
Restaurangen
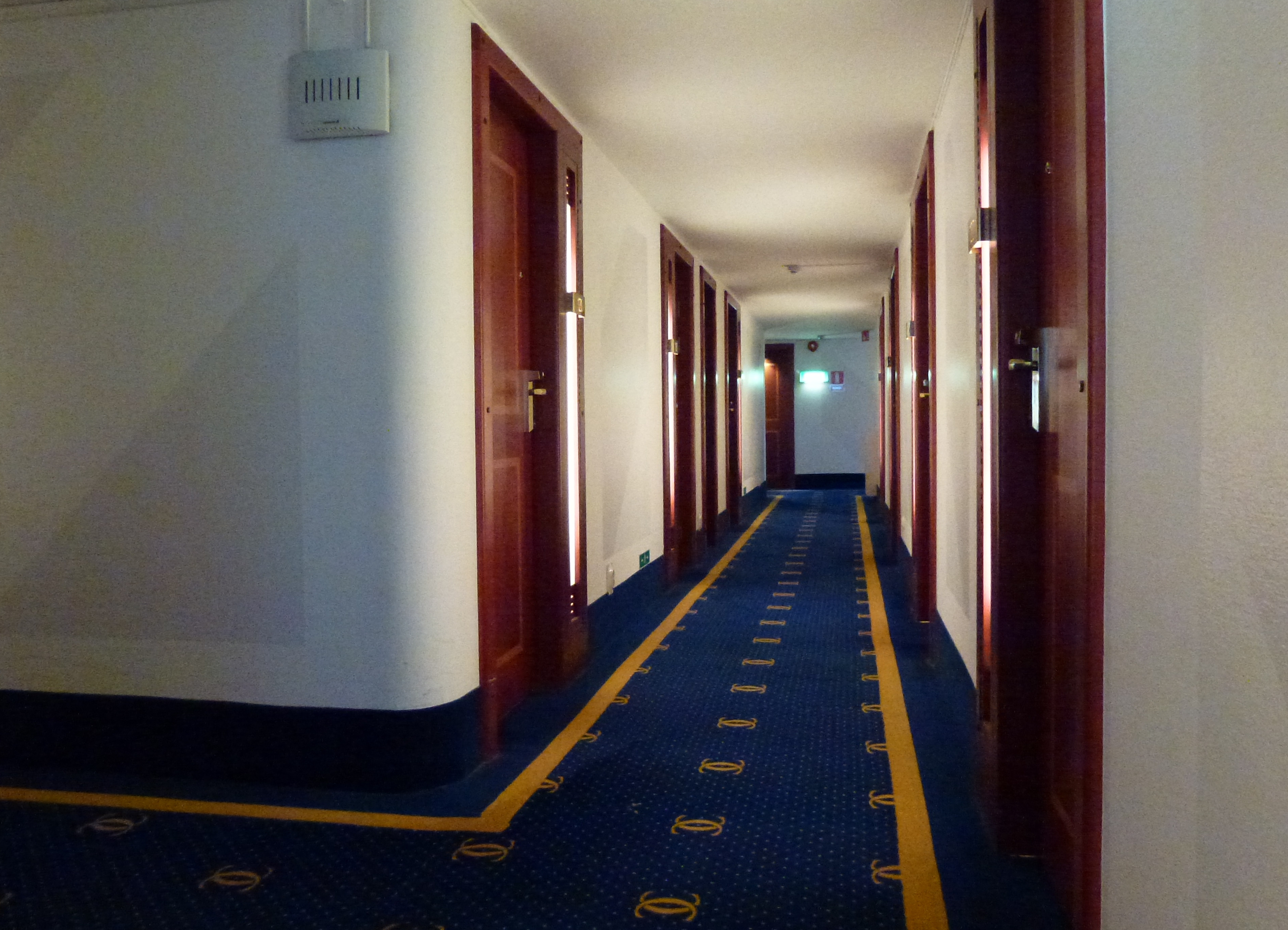
Korridoren
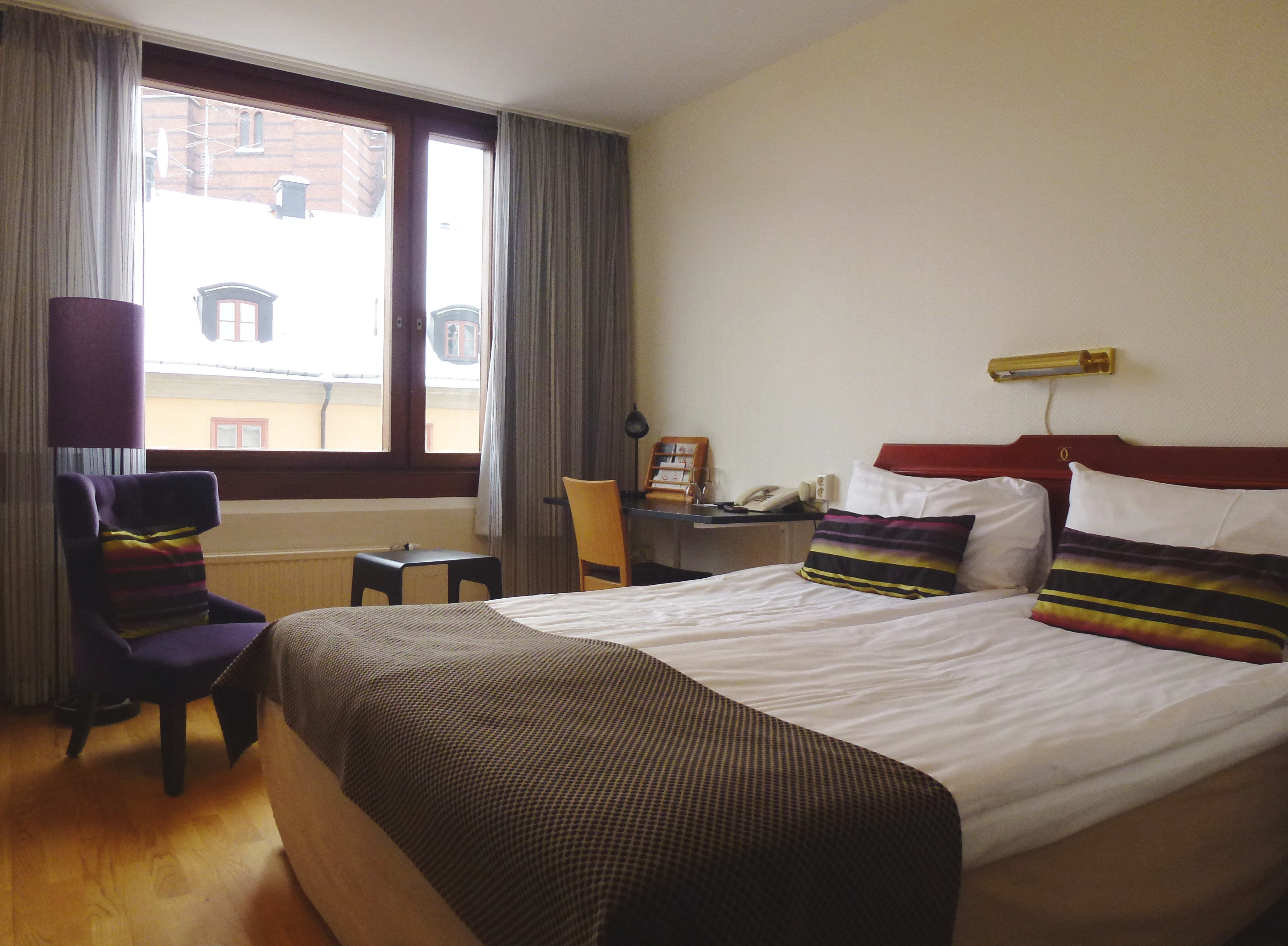
Ett hotellrum

### Tryckte källor
- Jarnhammar, Lennart (1998). En historisk utsikt från ett resanderum – Hôtel Continental 1898-1998. Stockholm: Scandic Hotel Continental